# Samuel Toledo Córdova Toledo
Samuel Toledo Córdova Toledo (Cintalapa de Figueroa, Chiapas; 4 de mayo de 1967) es un político chiapaneco, militante del PRI y Presidente Municipal de la ciudad de Tuxtla Gutiérrez del 2012 al 2015.

## Biografía
Realizó sus estudios de Licenciatura en Derecho y Maestría en Derecho Corporativo en la Universidad Anáhuac de la Ciudad de México. Desde segundo semestre de la carrera trabajó en el despacho Basham, Ringe y Correa S. C., lo que le permitió conocer todos los perfiles de la vida laboral y la importancia de que los jóvenes accedan a oportunidades de trabajo que les aseguren experiencia profesional. Además estudió un diplomado en Derecho Americano en la Universidad de Florida y pertenece a la Fraternidad Jurídica Internacional Phi Delta Phi.
En el ámbito docente fue profesor adjunto de prácticas de Derecho Privado y Propiedad Industrial; Facultad de Derecho en la Universidad Anáhuac y profesor titular de Derecho Positivo Mexicano; Preparatoria-Instituto Irlandés. Su vocación de servicio le hizo incorporarse al Registro Público del Derecho de Autor, en la Secretaría de Educación Pública, labor que le permitió el honor de ser representante de México ante la Organización de las Naciones Unidas como experto en temas de derecho de autor y propiedad intelectual. En 1994 participó en la Sesión del Comité de Expertos sobre un posible protocolo al Convenio de Berna y 3.ª Sesión del Comité de Expertos para la protección de los derechos de los Artistas, Intérpretes y Ejecutantes de la Organización Mundial de la Propiedad Intelectual (OMPI) en Ginebra, Suiza.

## Política
En la Secretaría de Hacienda y Crédito Público (SHCP) ocupó los cargos de subdirector de Procedimientos Legales de Crédito y director de Normatividad Financiera. Posteriormente se desempeñó como director general adjunto de Procedimientos Legales y secretario de la Junta de Gobierno en el Instituto para la Protección al Ahorro Bancario (IPAB). Después de ser socio fundador del Despacho Diez y Toledo Córdova, S. C., fue director general de Órganos de Gobierno y secretario técnico de la Comisión Nacional del Sistema de Ahorro para el Retiro (Consar), cuidando en todo momento de los intereses de los jubilados y pensionados de México.
Posteriormente se desempeñó como director general Adjunto Jurídico del Banco Nacional de Crédito Rural, S.N.C. (Sistema BANRURAL). Fue además parte del equipo fundador de BanCoppel S. A. Institución de Banca Múltiple, como Director Jurídico.
En el gobierno del estado de Chiapas se desempeñó como Secretario de Finanzas, Secretario del Trabajo, Secretario de Economía, Secretario de la Función Pública y Secretario de Desarrollo y Participación Social, este último cargo el que lo lanzó como candidato a la alcaldía de Tuxtla Gutiérrez.

## Candidato a la Alcaldía
Tras la polémica sobre los precandidatos a la alcaldía de Tuxtla por parte del Partido Revolucionario Institucional fue finalmente Samuél Toledo el único precandidato registrado el 11 de mayo del 2012, diez días después, el 21 de mayo de 2012 obtuvo su candidatura para la Presidencia Municipal de Tuxtla Gutiérrez, Chiapas por parte de la coalición encabezada por el PRI, PVEM y el Partido Orgullo Chiapas (POCH).
Finalmente es electo alcalde el 1 de julio del 2012 tras 20,000 votos de diferencia con el candidato Carlos Morales que encabezó la coalición de los partidos PRD, Movimiento Ciudadano y PT.

## Alcalde
Tomó posesión como el Alcalde de Tuxtla Gutiérrez en sesión ordinaria de Cabildo el 1 de octubre del 2012 en el Poliforum Mesoamericano de Tuxtla Gutiérrez. Durante la investidura se comprometió a encabezar un Plan Ciudadano de Desarrollo para su administración, realizar una gestión basada en los Objetivos de Desarrollo del Milenio e impulsar el desarrollo turístico de la ciudad.

## Polémicas
La gestión de Samuél Toledo ha sido marcada por medios y por la propia sociedad como la administración que trató de subsanar el resultado de doce años de corrupción en la alcaldía de Tuxtla Gutiérrez, al igual que ha sido conocida como la última administración del periodo "Sabinista" en la política de Chiapas y de Tuxtla Gutiérrez. A finales del 2013 medios de comunicación y la opinión pública se manifestó contra el alcalde pidiendo su renuncia, todo esto por proteger casos de corrupción de pasadas administraciones tales como la del proyecto de integración del primer cuadro de la ciudad (denominado "¡Que viva el Centro") o el desvío de fondos de recursos federales.

### Declaratoria de "Quiebra" del Sistema de Transporte Urbano y de la Policía Municipal
En los primeros días de la administración de Samuél Toledo fueron ventilados casos de corrupción en la policía municipal, tales como: el adeudo a miembros de las corporaciones de seguridad, tránsito, la policía del centro y la desaparición de las policías turísticas, proximidad y fusión de la Secretaría de Tránsito a la de Seguridad Pública Municipal. Este caso se llegó a conocer en México tras el paro de servicios de la policía Municipal y además del fallo de servicios de la misma corporación durante 10 horas, ya que las unidades vehiculares no contaban con el servicio de combustible suficiente; en ese día solo una patrulla vigiló la ciudad (que hasta ese momento contaba con una población de 500,000 habitantes).
En los primeros meses del 2013 el Sistema de Transporte Urbano (conocido como Conejo Bus) se declaró en quiebra tras adeudos de pagos a trabajadores, pagos de combustible y tras el aumento en el pasaje; a esto se sumó el deterioro en cuanto al servicio del aire acondicionado, y la retención de diez caminos de las rutas 1 y 2 de la ciudad por adeudos y por mantenimiento "no remunerado".

### Privatización del Sistema de Alumbrado Público
En los meses últimos del 2012 el cabildo de Tuxtla Gutiérrez aprobó la iniciativa de Ley de Ingresos Municipal para el Ejercicio Fiscal 2013, que incluía un nuevo impuesto denominado “Derecho de alumbrado público”.
Para tener alumbrado público, los ciudadanos tendrían que pagar el ocho por ciento del importe que la Comisión Federal de Electricidad (CFE) les cobre cada bimestre por el consumo de energía eléctrica; no obstante, el servicio no lo brindaría el ayuntamiento, en este caso, sería concesionada a una empresa por un periodo de 15 años. Este caso obligó a la gente a manifestarse en las calles de la ciudad en contra de este nuevo impuesto, argumentando que desde hace cinco años la ciudad no contaba con un servicio de alumbrado público eficiente, cabe recalcar que en el 2002 Tuxtla fue designada como "la ciudad más iluminada de México".
Finalmente, el Gobernador en funciones Manuel Velasco Coello envió al Congreso local el “veto” a dicho impuesto, haciendo alusión a que dicha propuesta violaba el Artículo 115° de la Constitución federal, debido a que el servicio de Alumbrado Público es un servicio obligatorio que debe prestar el Municipio.
El mandatario estatal mandó el oficio, en donde realizó observaciones a los artículos 65, 66 y 67 del Título Tercero, Capítulo XIV denominado "Por el servicio de alumbrado Público", de la Ley de Ingresos del municipio de Tuxtla Gutiérrez 2013.

### Caso SMAPA
El actual caso de SMAPA es el más controvertido de toda la administración. Esto se debe a una supuesta "quiebra" del Servicio Municipal de Agua Potable (SMAPA) de Tuxtla Gutiérrez.
Con el paso de gerentes y directores que avalaron y encabezaron el saqueo a SMAPA, para el 2013 la crisis financiera en el sistema municipal se reflejó en una deuda de 880 millones de pesos en la última década.
Este endeudamiento fue la justificante de la autoridad municipal para ceder el manejo e infraestructura de SMAPA mediante un mecanismo de "Contrato de prestación de servicios" a una iniciativa privada, semejante a un gran monstruo de tentáculos desperfectos que estaría desperdiciando dos de cada tres litros de producción.
El documento explica que actualmente se tiene una red de unas 120 mil tomas de agua, que le representa un ingreso promedio de 30 millones de pesos mensuales, 10 millones menos de los que supuestamente necesita para costear producción y servicios personales.
El propio director general José Alfredo Araujo Esquinca, dijo que en los últimos cuatro años había padecido una nómina de mil 250 trabajadores (más los llamados aviadores que no laboran -unas 60 personas- pero cobran en el sistema) que le consumió el 60 por ciento de sus ingresos.
Esto originó un movimiento ciudadano en contra de la privatización del SMAPA el cual advirtió al Ayuntamiento de una resistencia civil en caso de privatizar el sistema municipal de Agua Potable.

## Pacto por Tuxtla
En el 2013 el alcalde Samuél Toledo presentó un plan llamado "Pacto por Tuxtla"  el cual es, en otras palabras, un modo de ordenar atribuciones, recursos y políticas que tendrían conexión con la sociedad; y de esta forma se vincularían los esfuerzos en los que nadie sería ajeno ni excluido, mediante pluralidad democrática y diversidad.
Este mismo pacto creó conciencia entre el propio ayuntamiento, mismo que mejoró en su imagen frente a la ciudadanía, después de escándalos por corrupción y por privatización de los servicios municipales, pues incluyó a la misma población en las tomas de decisiones que harían frente a la situación que vive Tuxtla Gutiérrez.

## Denuncia de Fernando Castellanos
Durante su campaña a la alcaldía de Tuxtla Gutiérrez y ante la desesperación de perder puntos porcentuales ante el candidato del PAN, Francisco Rojas Toledo, Fernando Castellanos Cal y Mayor presentó una denuncia ante quien o quienes resultaran responsables del deterioro en las arcas públicas del municipio, argumentando que de ser encontrado responsable Samuel Toledo Córdova Toledo, debería castigársele con todo el peso de la ley.